# Жан-Анрі Різенер
Жан-Анрі Різенер (нім. Johann Heinrich Riesener, фр. Jean-Henri Riesener; *4 липня 1734, Гладбек, Німеччина — †6 січня 1806, Париж) — відомий мебляр із Франції 2-ї половини XVIII століття, німець за походженням.

## Біографія
Народився в Німеччині. Він — друга дитина в родині, де було три сини. За не досить з'ясованих обставин емігрував в Париж.
В столиці Франції став учнем майстра мебляра на ім'я Жан-Франсуа Обен, теж німця за походженням. Обен був відомим майстром в столиці і його меценатом стала могутня маркіза де Помпадур.
Після смерті Обена, перебрав його бізнес на себе і навіть одружився з його удовою. Від цього шлюбу народився син, що став пізніше художником (Анрі-Франсуа Різенер, 1767—1828).
Він автор уславленого бюро короля Франції Луї 15 — го. Бюро розпочав робити ще його вчитель — Обен Ж-Ф.(1721 — 1763). Після смерті Обена бюро доопрацював саме Різенер. І це нагадує традицію доопрацювування незакінченої картини учнем померлого художника.
Як талановитий майстер, Різенер виконував замови і наступного короля Франції Луї 16-го. Саме Різенер винайшов меблевий « механізм для відкидання циліндричної кришки бюро». Трохи модернізований механізм Різенера використовується і понині. Аби надати меблям більшої краси, Різенер першим почав використовувати золочену бронзу тонкого малюнку. Все це призвело до співпраці з уславленим бронзощиком скульптором П'єром-Філіппом Томіром (1751 — 1843).
Впливи стилю класицизм спрощували форми самих меблів, роблячи їх зручнішими, ніж меблі доби рококо. А золочена бронза в накладних пластинах і настольних годинниках робила їх коштовною окрасою кожного інтер'єру.
Різенер втримався в Парижі і в часи французької революції 1789—1793 рр. і пережив часи терору. Помер в Парижі у 1806 р.
Меблі роботи Жана-Анрі Різенера зберігають
- Музей Гетті, США
- Метрополітен-музей, США
- музей палац Версаль тощо.

## Увічнення пам'яті
В рідному місті існують, гімназія імені Різенера, вулиця Різенера і фонтан- монумент мебляра Різенера.